# Jenny Glusker
Jenny Pickworth Glusker (28 de junio de 1931, Birmingham, Reino Unido) es una bioquímica y cristalógrafa británica. Es Profesora Emérita en el Centro Oncológico Fox Chase, donde ha trabajado desde 1956, y profesora Adjunta en la Universidad de Pensilvania. Fue  presidente de la Asociación de Cristalografía Americana en 1979. Su trabajo de investigación ha abarcado moléculas orgánicas de importancia en el cáncer, interacciones entre moléculas orgánicas y metales y la estructura de varias proteínas. Es coautora o coeditora de varios libros sobre la cristalografía y la historia de la cristalografía.

## Biografía
Jenny Pickworth nació el 28 de junio de 1931 en Birmingham, Reino Unido, la mayor de tres hermanos. Sus padres eran médicos. Su padre, Frederick Alfred Pickworth estudió Química y Medicina y trabajó como investigador en Birmingham. Su madre, Jane Wylie Stocks, nacida en Escocia, estudió medicina en Glasgow, y tras una estancia en Dublín consiguió un trabajo en Birmingham, en el mismo centro que Frederick Pickworth.
Durante sus años escolares, Pickworth desarrolló un entusiasmo temprano por la química, inspirada por una profesora de esta asignatura y la lectura de un libro de texto de su madre sobre interacciones entre diferentes medicamentos. Aunque sus padres querían que hiciera la carrera de Medicina, para continuar con la tradición familiar, ella decidió estudir Química en la Universidad de Oxford. Tras graduarse en 1953, realizó un doctorado bajo la dirección de Dorothy Hodgkin y determinó mediante análisis por rayos X la estructura de la corrina, un compuesto heterocíclico componente de la vitamina B12. Recibió el título de doctor en 1957.
Durante sus estudios, Jenny Pickworth conoció al farmacéutico estadounidense Donald Glusker, que estaba en Oxford gracias a una beca Rhodes. Se casaron en 1955 en los Estados Unidos. Después de realizar un postdoctorado en el Caltech, donde Jenny trabajó con Linus Pauling, el matrimonio se trasladó a Filadelfia en 1956. Dorothy Hodgkin aconsejó a Jenny Glusker solicitar una plaza de investigadora en el grupo de Arthur Lindo Patterson en el entonces llamado Instituto para la Investigación del Cáncer, nombrado después Centro Oncológico de Fox Chase. Glusker empezó trabajando como técnica, y luego como investigadora. Cuando tuvo hijos, Patterson le facilitó que continuara su carrera, permitiéndole que trabajara a jornada parcial.
Después de la muerte de Patterson en 1966, tomó la dirección del grupo de investigación. También empezó a dedicar más tiempo a la enseñanza, y la Universidad de Pensilvania la contrató en 1969 como Profesora Adjunta de Bioquímica y Biofísica. El Centro Oncológico la ascendió a miembro asociado en 1967, y a miembro principal en 1979, y la nombró Profesora Emérita en 2014.

## Actividades profesionales
Glusker ha contribuido notablemente a los conocimientos sobre la carcinogénesis como proceso químico, basados en gran parte en sus análisis de la estructura de numerosas moléculas carcinogénicas, y ha investigado compuestos que inhiben el crecimiento de tumores y el cáncer. Durante sus primeros años en el laboratorio de Patterson, estudió varios citratos para comprender a nivel molecular el ciclo de Krebs, un proceso metabólico vital para la respiración de los organismos aerobios. Tiempo después de su trabajo de doctorado con Dorothy Hodgkin, volvió a interesarse por la vitamina B12 y determinó la estructura de varias formas de la molécula. También investigó las interacciones entre moléculas orgánicas y metales y algunas enzimas como la aconitasa y xilosa isomerasa. Ha publicado más de doscientos artículos científicos sobre estos y otros temas.
Además de su labor como investigadora, Glusker ha jugado un papel importante en la promoción de la cristalografía de rayos X entre científicos no especializados en esta técnica y el público en general. Ha sido un miembro  activo de la Asociación de Cristalografía Americana, que presidió en 1979 y de la Unión Internacional de Cristalografía. En su faceta de educadora, ha escrito varios artículos sobre la enseñanza de la cristalografía y ha sido coautora o coeditora de varios libros de texto; entre ellos, cabe destacar Crystal Structure Analysis: A Primer, escrito en colaboración con Kenneth Nyitray Trueblood, publicado por Oxford University Press en 1972 y reeditado en 1985 y 2010, y Crystal Structure Analysis for Chemists and Biologists, con Mitchell Lewis y Miriam Rossi, publicado por John Wiley and Sons en 1994. También ha colaborado en obras sobre la historia de la cristalografía, como Crystallography in North America, publicado en 1983 y reimprimido en 1985, de la que fue coeditora.

## Premios
- 1979: Medalla Garvan–Olin de la Sociedad Química Americana.
- 1995: Premio Fankuchen de la Asociación de Cristalografía Americana.[7]
- 2011: Medalla John Scott, concedida por el Ayuntamiento de Filadelfia.[8]
- 2014: Premio William Procter al Logro Científico de la sociedad Sigma Xi.